# Saint-Hilaire-de-Loulay
Saint-Hilaire-de-Loulay là một xã ở tỉnh Vendée trong vùng Pays de la Loire, Pháp. Xã này có diện tích 40,62 km², dân số năm 2006 là 3934 người. Xã này nằm ở khu vực có độ cao trung bình 47 mét trên mực nước biển.

## Biến động dân số
| 1962                                        | 1968  | 1975  | 1982  | 1990  | 1999  | 2006  |
| ------------------------------------------- | ----- | ----- | ----- | ----- | ----- | ----- |
| 1 775                                       | 1 923 | 2 079 | 2 605 | 3 238 | 3 569 | 3 934 |
| Số liệu từ năm1962: Dân số không tính trùng |       |       |       |       |       |       |